# پارک جنگلی پیلابی
پارک جنگلی پیلابی یک پارک جنگلی در گامبیا است. این پارک ۲۱۷ هکتار وسعت دارد.